# Chhuikhadan
Chhuikhadan is een nagar panchayat (plaats) in het district Rajnandgaon van de Indiase staat Chhattisgarh. 

## Demografie
Volgens de Indiase volkstelling van 2001 wonen er 6.418 mensen in Chhuikhadan, waarvan 50% mannelijk en 50% vrouwelijk is. De plaats heeft een alfabetiseringsgraad van 71%. 